# Miguel Ángel Rubio Lestán
Miguel Ángel Rubio Lestán (nascut l'11 de març de 1998), conegut com a Miguel Rubio, és un futbolista malai que juga com a central al RCD Espanyol.

## Carrera professional

### Getafe
Nascut a Leganés, Comunitat de Madrid, Miguel Ángel va acabar la seva formació amb el Getafe CF. El 27 d'agost de 2017 va debutar amb el sènior amb les reserves, com a titular en una victòria per 2-1 a casa a Tercera Divisió contra el CF Pozuelo de Alarcón.
Miguel Ángel va marcar el seu primer gol com a sènior el 15 d'octubre de 2017, marcant el primer gol en una derrota per 3-0 a casa contra el CD San Fernando de Henares. El següent 6 de maig va debutar amb el primer equip –i a la Lliga–, entrant a la segona part com a substitut del seu company debutant David Alba en una victòria per 1-0 a fora contra la UD Las Palmas.
El 14 de juny de 2019, Miguel Ángel va signar un nou contracte de quatre anys amb el Geta. El 25 de juliol, va ser cedit al CF Fuenlabrada, club que tot just acabava d'ascendir a Segona Divisió, per una temporada.
El 31 de gener de 2020, després d'un sol partit de Copa del Rei amb el Fuenla, es va rescindir la cessió de Miguel Ángel. El 14 de febrer, va fitxar per l'equip B del Reial Valladolid en qualitat de cedit per a la resta de la temporada ; el 18 d'agost, la seva cessió es va renovar per un any més.
El 20 d'agost de 2021, Miguel Ángel va ser cedit al Burgos CF de segona divisió per una temporada.

### Granada
El 26 de juliol de 2022, Rubio va signar un contracte indefinit de tres anys amb el Granada CF de la mateixa categoria. Va ser titular durant la seva primera temporada, ajudant el club a aconseguir l'ascens a la màxima categoria.

### Espanyol
L'11 de juny de 2025, Rubio, agent lliure, va signar un contracte de tres anys amb el RCD Espanyol de la màxima categoria.

## Palmarès
Granada
- Segona Divisió: 2022–23